# Nazli Sabri
Nazli Abdur-Rahim Sabri (en árabe: نازلي صبري‎; Alejandría, 25 de junio de 1894 - Los Ángeles, 29 de mayo de 1978) fue la segunda esposa del rey Fuad I, y por lo tanto la reina consorte de Egipto entre 1919 y 1936.

## Primeros años y educación
Nazli nació el 25 de junio de 1894 en el seno de una familia de origen egipcio, turco, griego y francés, como hija de Abdu'r-Rahim Pasha Sabri, que se desempeñó como Ministro de Agricultura y Gobernador del Cairo; y de Tawfika Khanum Sharif. Asimismo, era nieta del primer ministro y ministro de relaciones exteriores, Muhammad Sharif Pasha y bisnieta de Soliman Pasha.
Nazli asistió al Lycée de la Mère-de-Dieu en El Cairo, y luego al Colegio Notre-Dame de Sion en Alejandría. Tras la muerte de su madre, ella y su hermana fueron enviadas a un internado en París durante dos años. Después de regresar a Egipto, Nazli se vio obligada a casarse con su primo turco, Khalil Sabri, divorciándose once meses después. 

## Matrimonio y descendencia
Nazli y el Sultán Fuad I se conocieron en una representación de ópera. El 12 de mayo de 1919, Fuad le propuso matrimonio, aunque era 26 años mayor que ella; contrajeron nupcias el día 24 en el Palacio de Bustan. Después de la ceremonia de bodas fue trasladada al harén del Palacio Abbasiya. Su marido la presionó para que tuviera un hijo varón. Después del nacimiento de su único hijo, Faruk, se le permitió mudarse al Palacio Koubbeh -la residencia real oficial- con su esposo. Cuando el título de Fuad fue cambiado a Rey, se le otorgó el título de Reina Consorte.
El matrimonio tuvo cinco hijos: 
- El príncipe Faruq, quién luego se convirtió en Rey de Egipto.
- La princesa Fawzia, quien luego se convirtió en Reina Consorte de Irán, como la primera esposa del Sah Mohammad Reza Pahleví.
- La princesa Faiza
- La princesa Faika
- La princesa Fathia

## Reina de Egipto
Su matrimonio con Fu'ad fue tormentoso, ya que esta fue víctima de los maltratos de su marido. Obligada a permanecer confinada a los salones del Palacio Real, solo se le estaba permitido asistir a representaciones de ópera, espectáculos de flores y otros eventos culturales exclusivos para mujeres. Durante la infancia de sus hijos estuvo dedicada a ellos, principalmente a sus hijas, ya que su primogénito Faruq estudió en Inglaterra. En 1927 acompañó a su marido a una gira de cuatro meses por Europa, siendo festejada en Francia debido a su ascendencia francesa.

## Vida posterior
Tras la muerte del rey Fuad en 1936, su hijo Faruk se convirtió en el nuevo rey de Egipto y ella en la reina madre. En 1946, Nazli se trasladó a los Estados Unidos para recibir tratamiento por una enfermedad renal. Cuatro años después, el rey la privó de sus derechos y títulos por el hecho de haber apoyado el matrimonio de la princesa Fathia -la hermana del monarca- con el diplomático Riyad Ghali Effendi, un cristiano copto. Más tarde, Nazli se convirtió al catolicismo, cambiando su nombre a Mary-Elizabeth. En 1965, Nazli asistió al funeral de Faruk en Roma. Durante varios años residió con su hija y su yerno en una mansión en Beverly Hills, California, manteniendo una vida social activa.
Después del divorcio de su hija, Nazli se mudó a un pequeño apartamento en Westwood, Los Ángeles, al cual luego se sumó Fathia tras haber vivido temporalmente en Hawái. En 1976, el presidente de Egipto Anwar el-Sadat les ofreció a Nazli y Fathia pasaportes egipcios para poder retornar al país, propuesta que rechazaron. 
Después de establecerse definitivamente en los Estados Unidos para el tratamiento de su enfermedad, en 1976 Fathia es asesinada por su exesposo, y dos años después, el 29 de mayo de 1978, Nazli fallece a la edad de 83 años.

## Títulos y tratamientos
| ● 26 de mayo de 1919-15 de marzo de 1922:  | Su alteza la sultana       |
| ● 15 de marzo de 1922-20 de enero de 1938: | Su majestad la reina       |
| ● 20 de enero de 1938-8 de agosto de 1950: | Su majestad la reina Nazli |

## Distinciones honoríficas
- Miembro de la Orden la Virtud [Condecoración de Nishan al-Kamal en brillantes] (Reino de Egipto, 1917).[10]